# Flowers on the Grave
Flowers on the Grave – trzeci singiel szwedzkiej piosenkarki September promujący jej drugi album zatytułowany In Orbit. Singel został wydany tylko w Szwecji podobnie jak piosenka z debiutanckiego albumu September – „We Can Do It”. Piosenka nie była notowana na szwedzkich listach przebojów. Nagranie wyróżnia się (w przeciwieństwie do poprzednich singli artystki) wolniejszym tempem.

## Tracklista singla
- CD single[1]

1. "Flowers on the Grave" (Single Edit) (3:49)
2. "Flowers on the Grave" (Instrumental) (3:49)
3. "Flowers on the Grave" (Video) (3:49)